# モニック射
圏論においてモニック射（英: monic morphism）、モノ射（monomorphism）あるいは単射とは、左簡約可能（left cancelable）な射を言う。X から Y へのモニック射は X ↪ Y と表記される。
これは集合間の写像の意味での単射の抽象化であり、射が写像であり集合論的な意味での単射であれば圏論的な意味でのモニック射であるが、逆は必ずしも成り立たない。しかしながら、集合の圏や群の圏、環上の加群の圏、位相空間の圏などでは、モニック射は集合論の意味での単射である。
モニック射の圏論的双対はエピ射であり、圏 C のモニック射は逆圏 Cop のエピ射に対応する。すべてのセクション（section）はモニック射であり、すべての制限射（retraction）はエピ射である。

## 定義
圏論において射 f: X → Y がモニックであるとは、すべての対象 Z と任意の射 g1, g2: Z → X に対して、
{\displaystyle f\circ g_{1}=f\circ g_{2}}　ならば　{\displaystyle g_{1}=g_{2}}
が成り立つことを言う。この性質を左簡約可能（left cancelable）性と呼ぶ。すなわち、モニック射とは左簡約可能性を持つ射であると言える。

## 可逆性との関係
左可逆射(左逆射を持つ射)は常にモニックである。つまりl が f の左逆射である、すなわち、{\displaystyle l\circ f=\operatorname {id} _{X}} であるとき、f はモニックとなる。なぜならば、
{\displaystyle f\circ g_{1}=f\circ g_{2}\Rightarrow l\circ f\circ g_{1}=l\circ f\circ g_{2}\Rightarrow g_{1}=g_{2}.}
となるためである。左可逆射は分裂モノ射（split mono）またはセクション（section）と呼ばれる。
しかしながら、モノ射は左可逆射である必要はない。たとえば、すべての群と群準同型射からなる群の圏において、H は G の部分群であるとき、包含写像 f : H → G は常にモノ射であるが、f が圏論的左可逆であるための必要十分条件は H が G の正規補群であることである。
射 f : X → Y がモニックであることの必要十分条件は、すべての射 h : Z → X に対する射 f∗(h) = f ∘ h によって定義される誘導射（induced map）f∗ : Hom(Z, X) → Hom(Z, Y)　がすべての対象 Z について入射的であることである。

## 圏論的半順序
モニック射の左簡約可能性（left cancelable）を用いて圏上で半順序を定義することができる。
α1 : A1 → A, α2 : A2 → A をそれぞれモニック射とする。モニック射間の半順序関係 α1 ≦ α2 が成り立つとは、モニック射 γ : A1 → A2 が存在し、 α2・γ = α1 を満たすことを言う。
半順序関係とは、反射的（reflexive）かつ推移的（transitive）かつ反対称的（anti-symmetric）な関係を言うが、モニック射間の関係 ≦ は実際それらを満たす。
（反射律）
α1 : A1 → A がモニック射であれば、α1 ≦ α1 である。
（推移律）
α1 : A1 → A、 α2 : A2 → A、 α3 : A3 → A をモニック射とし、α1 ≦ α2 かつ α2 ≦ α3 であるならば、α1 ≦ α3 である。
（反対称律）
α1 : A1 → A、 α2 : A2 → A をモニック射とし、α1 ≦ α2 かつ α2 ≦ α1 であるならば、α1 ≅ α2 である。

## 特徴
- トポス（topos）において、すべてのモニック射は等化子（equalizer）であり、任意の射がモニックかつエピであれば同型射である。
- すべての同型射はモニックである。

## 用語
モノ射とエピ射の用語は元々はニコラ・ブルバキによって導入された。ブルバキはモノ射を入射関数（injective function）の省略系として使用した。初期の圏論論者は、入射性の圏論の文脈における正しい一般化は上記の簡約可能性（cancelable）にあると信じていたが、これはモニック射に対しては正確には一般に正しくないものの、非常に近いため、エピ射の場合とは異なり、問題はほとんど発生しない。ソーンダース・マックレーン は、彼がモノ射と呼ぶものを区別しようとした。彼は入射的な集合写像を基礎に持つ具体圏の射をモノ射と呼び、圏論的意味を持つ用語としてのモノ射をモニック射と呼ぼうとした。ただし、この区別は一般的には使用されなかった。